# ホソバタブ
ホソバタブ（細葉椨、学名: Machilus japonica）は、クスノキ科タブノキ属に分類される常緑高木の1種である（図1）。アオガシともよばれ、こちらを用いていることも多い。タブノキに似るが、葉が細く、先端が長く尖り、若葉は緑色、冬芽はやや小さく、芽鱗の縁に灰白色の細毛がある。本州の中部以西から台湾、朝鮮半島南部に分布する。

## 特徴
常緑高木であり、高さ10–15メートル (m) ほどになる（図1）。樹皮は灰褐色から黄褐色で平滑、縦に褐色の皮目が並ぶ（図2a）。新枝は緑色で無毛、二年枝は赤褐色になる。葉は互生し、枝先にまとまってつく。葉柄は長さ1.2–2.2センチメートル (cm)。葉身は薄い革質、狭長楕円形から披針形、8–15 × 2–3.5 cm、基部は長く次第に狭まり、先端は細長く尖り、葉縁は全縁でやや波打ち、葉脈は羽状（側脈は6–10対）、表面は濃緑色で無毛、裏面は全面に灰白色の伏毛があるが、成葉になると毛が落ちて緑白色になる（図2b）。タブノキとは異なり、若葉は緑色で赤みを帯びない。冬芽はタブノキよりも小さい（図3a）。芽鱗の縁には灰白色の毛がある。
花期は4–5月、散形花序が新枝に腋生する。花序の柄は長く、分枝は横に広がる。花は両性、黄緑色で小さい、花柄は 0.4–1 cm（図3b）。花被片は6枚、狭長楕円形、長さ4–5ミリメートル (mm)、内面と縁に細毛がある。雄しべは9個、3個ずつ3輪、花糸は糸状、第3輪の雄しべには1対の有柄腺体がある。葯は4室、第1, 2輪の葯は内向、第3輪の葯は外向。雄しべの内側には、心形で尖頭の仮雄しべが3個ある。雌しべは1個、長さ約 3.5 mm、花柱は糸状、柱頭は頭状。果期は8–9月、果実は液果、球形で直径 1 cm、黒紫色に熟す。果実基部に花被片が残り、果柄はふつう赤みを帯びる。種子は1個、赤褐色の斑点がある。

## 分布
本州（中部地方以西）、四国、九州、南西諸島、台湾、朝鮮半島南部に分布する。暖地のカシ林に生える。渓谷沿いでは優占することがあり、高知県横倉山ではホソバタブが優占する群落が報告されている。

## 利用
材は建築、家具、器具に利用される。公園樹として植栽されることがあるが、庭園樹としてはあまり使われない。